# Kanton Bremke
Der Kanton Bremke bestand von 1807 bis 1813 im Distrikt Göttingen (Departement der Leine, Königreich Westphalen) und wurde durch das Königliche Decret vom 24. Dezember 1807 gebildet. Der Kanton war von den Umstruktierungen des Distrikts zur endgültigen Festsetzung des Zustands der Gemeinden im Departement der Leine vom 16. Juni 1809 betroffen. Der Ort Etzenborn kam hinzu, der Ort Reiffenhausen wurde an den Kanton Friedland abgetreten und die Gemeinden wurden in der unten stehenden Form neu organisiert.

## Gemeinden
- Bremke mit den Gütern Appenrode, Elbickerode und Vogelsang sowie dem Vorwerk Bettenrode
- Reinhausen mit dem Vorwerk Albeshausen
- Lichtenhagen und Ischenrode
- Gelliehausen mit dem Gut Sennickerode
- Beienrode, Rittmarshausen, Kerstlingerode, Weißenborn, Bischhausen, Reiffenhausen

ab 1809
- Bremke mit Appenrode, Elbickerode und Vogelsang
- Reinhausen mit Albeshausen und Bettenrode
- Lichtenhagen, Ischenrode und Ludolfshausen
- Gelliehausen und Sennickerode
- Rittmarshausen
- Kerstlingerode
- Beienrode und Etzenborn (neu)
- Weißenborn
- Bischhausen